# Alan Stafford
Alan Stafford est un acteur de films pornographiques américain, né le 16 juillet 1976. Il a joué dans plus de 130 films depuis 2006 et a reçu l'AVN Award du meilleur nouveau venu (Best Male Newcomer) en 2008.

## Récompenses
- 2008 : AVN Award Meilleur nouveau venu (Best Male Newcomer)

## Filmographie sélective
- This Ain't Dracula XXX (2011)
- This Ain't Beverly Hills 90210 XXX (2009)
- Night of the Giving Head (2008)